# Itayanagi
 (décembre 2023).
Si vous disposez d'ouvrages ou d'articles de référence ou si vous connaissez des sites web de qualité traitant du thème abordé ici, merci de compléter l'article en donnant les références utiles à sa vérifiabilité et en les liant à la section « Notes et références ».
Itayanagi (板柳町, Itayanagi-machi) est un bourg situé dans le district de Kitatsugaru (préfecture d'Aomori), au Japon.

## Géographie

### Situation

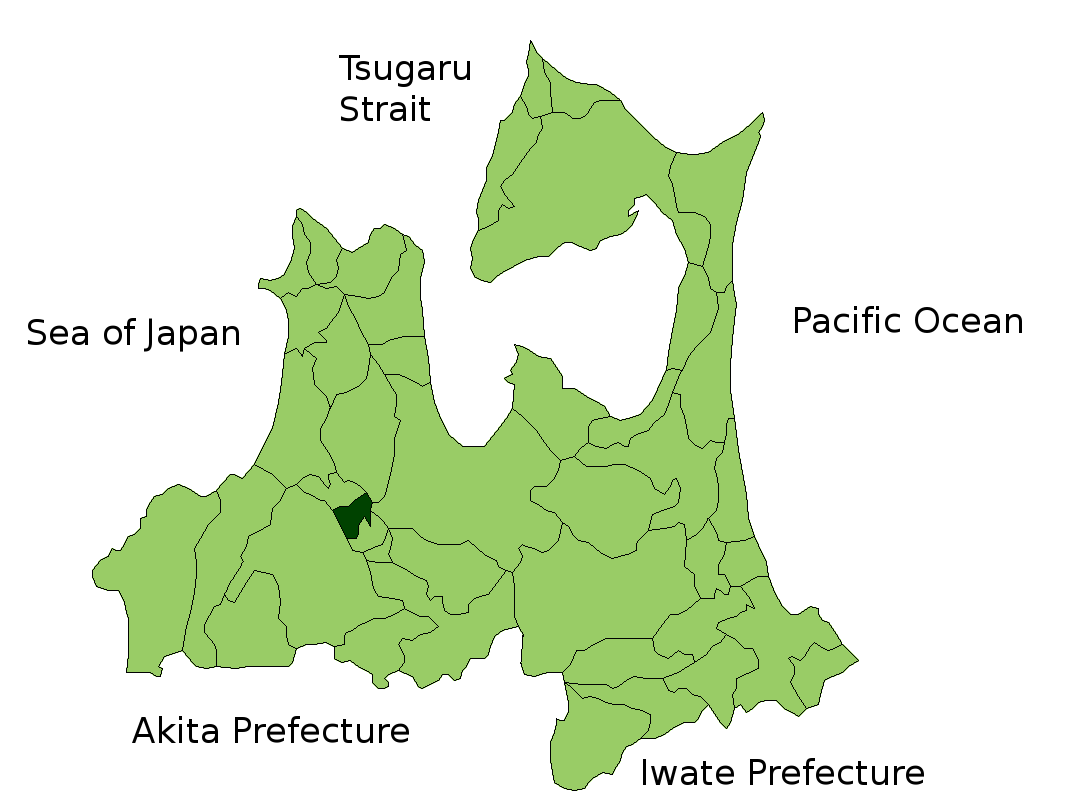
Carte de la préfecture d'Aomori avec le bourg d'Itayanagi mis en évidence.

Le bourg d'Itayanagi est situé dans la partie ouest de la préfecture d'Aomori, sur l'île de Honshū, au Japon. Il a pour municipalités voisines le bourg de Tsuruta au nord-ouest, la ville de Goshogawara au nord-est, la ville d'Aomori à l'est, le bourg de Fujisaki au sud et la ville de Hirosaki à l'ouest.

### Démographie
Itayanagi comptait 16 222 habitants lors du recensement du 1er avril 2005.